# 大野秀敏
大野 秀敏 （おおの ひでとし、1949年 - ）は、日本の建築家・都市構想家。東京大学名誉教授。元東京大学大学院教授（新領域創成科学研究科環境学専攻、工学部建築学科兼担）。2015年よりアプルデザインワークショップ代表取締役。

## 概要
東京大学建築学科では芦原義信、香山壽夫、稲垣栄三らの薫陶を受ける。修士課程を修めたのち建築家槇文彦の事務所で実務経験を積む。在職中に槇が東大教授に就任し、最初の助手栗生明の後任として1983年より助手を務めた。その後工学部建築学科助教授に昇格。東京大学新領域創成科学研究科新設に参画し1999年に教授（社会文化環境学専攻）に就き、2015年に定年退職、同大名誉教授。
社会文化環境学専攻での研究活動は都市の未来像構想に向けられた。21世紀は縮小の時代であるという認識のもと、成長の時代に打ち立てられた都市モデルに代わるべき都市モデルとしてファイバーシティを提案した。初出は2005年で、その後の都市の衰退や縮小が広く議論されるきっかけとなった。2006年には50年後の東京をケーススタディとして「fibercity tokyo/2050」『シュリンキング・ニッポン』[1] などを発表した。この計画では、都市の基盤構造（インフラストラクチャ）の用途変更や再利用を通じて都市機能を更新・改善することが目論まれている。これに2008年より新潟県長岡市をケーススタディとした地方都市での検討を加え、さらに理論的にも充実させて2016年に『ファイバーシティ縮小の時代の都市像』を上梓した。これらの主要な書籍は和英両文で発表され、国際的にも知名度は高い。国内のみならず海外での講演や国際会議への多数招待を得て、会議録が公刊されているものも多い [2]〜[6]。
未来都市の構想には交通も含む。2015年には『小さい交通が都市を変えるーマルチモビリティシティをめざして』を上梓し、歩行以上自動車未満の移動手段と都市交通に一石を投じた。本書がきっかけとなって会津泉らとネックスト・モビリティ・コミュニティを組織し2017年の軽井沢町以降、黒部市、京都府と毎年小さい交通の普及をめざしたフェアを開催している。
新国立競技場計画案が抱える問題を最初に指摘した槇文彦を、大野は建築家の中村勉らとともに槇グループとして活動し、市民運動と合流して2015年7月の計画見直しの原動力となった [7]。
設計活動では、槇総合計画事務所に勤務後、1985年にアプル総合計画事務所を都市デザイナーの中野恒明と設立し自らの設計活動の拠点とした。2005年には建築部門を独立させアプルデザインワークショップに改組。2015年の東大退職後に同社代表取締役所長に就任。教職にあった時代から、建物に要求される多様な条件に柔軟に回答しつつ、槇の作風を受け継ぎモダニズムを基調とした正確さと端正さを持ったデザインには定評があり多数の建築賞を受賞している。

## 略歴
- 1949年 岐阜市に生まれる。
- 1968年 県立岐阜高等学校卒業。
- 1972年 東京大学工学部建築学科卒業。
- 1975年 東京大学大学院工学系研究科建築学専攻修士課程修了、同年香山アトリエ勤務。
- 1976年～1983年 （株）槇総合計画事務所勤務。
- 1983年 東京大学助手（工学部建築学科）。
- 1988年 東京大学助教授（工学部建築学科）。
- 1997年 東京大学より博士（工学）の学位を取得。
- 1997年 デルフト工科大学客員研究員。
- 1999年 東京大学教授（新領域創成科学研究科環境学専攻、工学部建築学科兼担）。
- 2015年 東京大学教授を退官。株式会社アプルデザインワークショップ代表取締役に就任。

## その他
- 大野研究室の助手を建築家小嶋一浩、本江正茂、鵜飼哲矢が務めた。
- 大野研究室出身者に建築家藤本壮介がいる。
- 1993年〜1997年：財団法人ハウジングアンドコミュニティ財団企画委員、2000年第33回建築文化懸賞論文の出題と選考、2001年、新茅野市市民会館建設および周辺整備設計プロポーザル提出者選考委員会および設計者選定委員会委員長、2007年トウキョウ建築コレクション、2011年日本建築学会建築設計競技など審査員を歴任。

## 主な作品と受賞
- 1984年 - YKK50（吉田工業黒部工場事務棟）国際会議場の照明システム
  - 1985年　国際照明デザイナー協会大賞(International Association of Lighting Designers、Award of Excellence)
- 1991年 - ウル・ベグ都心再開発計画（国際設計競技応募案）
  - 最優秀賞（主催：旧ソ連邦ウズベグ共和国サマルカンド市、後援：アガカーン財団、全ソ連建築家協会）
- 1992年 - NBK関工園　事務棟・ホール棟
  - 1993年度社団法人新日本建築家協会新人賞
  - 第6回日経ニューオフィス推進賞の通産大臣賞
  - 通産省グッドデザイン賞（施設部門）
  - 中部建築賞
- 1993年 - 茨城県営松代アパート
  - 1995年日本建築学会作品選奨
- 1994年 - YKK滑川寮
  - 1996年日本建築学会作品選奨
  - 1995年度中部建築賞
  - 1995年度富山建築賞
- 1994年 - 旧門司税関リノヴェーション
  - 1999年度BELCA賞
- 2004年 - 鵜飼大橋
  - 2004年度土木学会田中賞
- 2005年 - フロイデ彦島
  - 2007年第48回 建築業協会賞（BCS賞）
  - 医療福祉建築賞2007
- 2005年 - 大江戸線春日駅舎
  - 2005年グッドデザイン賞
- 2008年 - YKK丸屋根展示館
  - 2008年度ベルカ賞
  - 2009年度グッドデザイン賞
- 2008年 - YKK健康管理センター
  - 2010年度日本建築学会作品選奨
- 2008年 - はあと保育園
  - 2015年度グッドデザイン賞
  - 2015年度BCS賞
  - 平成27年度日事連建築賞　優秀賞
  - JIA中国建築大賞2015　優秀賞
  - 2009年度グッドデザイン賞
  - 2015年キッズデザイン賞
  - 第11回こども環境学会デザイン賞
- 2010年 - 東京大学数物連携宇宙研究機構棟
  - 2011年度日本建築学会賞（作品）
  - 2012年度BCS賞

## 著書・論文
単著・共著
- 『見えがくれする都市』、共著（槇文彦他）、鹿島出版会、1979年
- 「香港超級都市　Hong Kong:Alternative Metropolis」 (雑誌SD（スペースデザイン）330号、1992年3月号特集) 、東京大学大野研究室 、鹿島出版会、1992年
- 『建築・まちなみ景観の創造』、共著、技法堂出版、1994年
- 広島市都市計画局都市デザイン室発行『新風景を求めて』、ぎょうせい出版中国支社、1997年
- 『建築のアイディアをどのようにまとめてゆくか』彰国社、2000年
- 『東京の環境を考える』、共著（神田順他）、朝倉書店、2001年
- 『まちなみ住宅のススメ』、住宅生産団体連合会 (編集)、まちなみ住宅100選編集委員会 (著)、共著（陣内秀信他）、鹿島出版会、2006年
- 「fibercity Tokyo 2050」(雑誌JA（The Japan Architect）63 号2006年秋号特集) 、大野秀敏+東京大学大野研究室、新建築社、東京、2006年
- 『シュリンキング・ニッポン　縮小する都市の未来戦略』、編著、鹿島出版会、2008年
- 『まちづくりの百科事典』共編著（似田貝香門　他）丸善、2008年
- 『建築大百科事典』共編著（長澤泰　他）朝倉書店、2008年
- 『〈小さい交通〉が都市を変えるーーマルチモビリティシティをめざして』共著（佐藤和貴子、斉藤せつな）NTT出版、2015年
- 『ファイバーシティーー縮小の時代の都市像 Fibercity: A Vision for Cities in the Age of shrinkage』（和英）共著（MPF)　東京大学出版界、2016年
- 『コミュニティによる地区経営ーーコンパクトシティを超えて』共著（饗庭伸、藤井俊二他）NTT出版、2015年